# Kickboxing no World Combat Games de 2013
A disputa do Kickboxing no World Combat Games de St. Petersburg-2013 se deu no Yubileiny Sports Complex nos dias 21, 23 e 25 de Outubro de 2013.
O embaixador da modalidade nesta edição do World Combat Games foi o estadunidense Don "The Dragon" Wilson, considerado o melhor atleta da história deste esporte.

## Quadro de Medalhas
Legenda:
| Ordem | País                 | Medalha de ouro | Medalha de prata | Medalha de bronze | Total |
| ----- | -------------------- | --------------- | ---------------- | ----------------- | ----- |
| 1     | Rússia               | 5               | 1                | 1                 | 7     |
| 2     | Irlanda              | 2               | 1                | 1                 | 4     |
| 3     | Hungria              | 2               | 1                | 0                 | 3     |
| 4     | Itália               | 1               | 2                | 0                 | 3     |
| 5     | Bósnia e Herzegovina | 1               | 0                | 0                 | 1     |
| 5     | Noruega              | 1               | 0                | 0                 | 1     |
| 7     | Turquia              | 0               | 2                | 2                 | 4     |
| 8     | Jordânia             | 0               | 1                | 2                 | 3     |
| 8     | Irão                 | 0               | 1                | 2                 | 3     |
| 10    | Brasil               | 0               | 1                | 1                 | 2     |
| 10    | Vietname             | 0               | 1                | 1                 | 2     |
| 12    | Alemanha             | 0               | 1                | 0                 | 1     |
| 13    | África do Sul        | 0               | 0                | 3                 | 3     |
| 14    | Quirguistão          | 0               | 0                | 2                 | 2     |
| 15    | Bélgica              | 0               | 0                | 1                 | 1     |
| 15    | Finlândia            | 0               | 0                | 1                 | 1     |
| 15    | França               | 0               | 0                | 1                 | 1     |
| 15    | México               | 0               | 0                | 1                 | 1     |
| 15    | Marrocos             | 0               | 0                | 1                 | 1     |
| 15    | Eslovênia            | 0               | 0                | 1                 | 1     |
| 15    | Ucrânia              | 0               | 0                | 1                 | 1     |
| 15    | Estados Unidos       | 0               | 0                | 1                 | 1     |
| 15    | Uzbequistão          | 0               | 0                | 1                 | 1     |
| Total | Total                | 12              | 12               | 24                | 48    |

## Medalhistas

### Masculino
| Evento                  | Ouro                        | Prata                        | Bronze                           |
| ----------------------- | --------------------------- | ---------------------------- | -------------------------------- |
| Full Contact (-63.5 kg) | Gabor Gorbics (HUN)         | Sergei Lipinetc (RUS)        | William Saidi (FRA)              |
| Full Contact (-63.5 kg) | Gabor Gorbics (HUN)         | Sergei Lipinetc (RUS)        | Ahmad Muflih Aljhran Akram (JOR) |
| Full Contact (-71 kg)   | Nikita Selyanskiy (RUS)     | Ahmad Ali Khalaf Hasan (JOR) | Stalbek Darkanbaev (KGZ)         |
| Full Contact (-71 kg)   | Nikita Selyanskiy (RUS)     | Ahmad Ali Khalaf Hasan (JOR) | Jose Mariscal (USA)              |
| Full Contact (-91 kg)   | Aleksandr Dmitrenko (RUS)   | Eugen Waigel (GER)           | Hassan Amouei Taromsari (IRI)    |
| Full Contact (-91 kg)   | Aleksandr Dmitrenko (RUS)   | Eugen Waigel (GER)           | Rashit Amankulov (KGZ)           |
| Low Kick (-67 kg)       | Shamil Abdulmedzhidov (RUS) | Seyyedmasoud Derekeh (IRI)   | Volodymyr Demchuk (UKR)          |
| Low Kick (-67 kg)       | Shamil Abdulmedzhidov (RUS) | Seyyedmasoud Derekeh (IRI)   | Kenan Gunaydin (TUR)             |
| Low Kick (-75 kg)       | Khasan Khaliev (RUS)        | Tadeu San Martino (BRA)      | Khasankhon Baratov (UZB)         |
| Low Kick (-75 kg)       | Khasan Khaliev (RUS)        | Tadeu San Martino (BRA)      | Kadir Tastan (TUR)               |
| Low Kick (-81 kg)       | Igor Emkic (BIH)            | Serhat Degermenci (TUR)      | Aleksandr Drobinin (RUS)         |
| Low Kick (-81 kg)       | Igor Emkic (BIH)            | Serhat Degermenci (TUR)      | Fernando dos Santos (BRA)        |
| Point Fighting (-63 kg) | Adriano Passaro (ITA)       | Richard Veres (HUN)          | Desmond Leonard (IRL)            |
| Point Fighting (-63 kg) | Adriano Passaro (ITA)       | Richard Veres (HUN)          | Ryan Donovan Phillips (RSA)      |
| Point Fighting (-74 kg) | Laszlo Norbert Gombos (HUN) | Mark Anthony McDermott (IRL) | Tilen Zajc (SLO)                 |
| Point Fighting (-74 kg) | Laszlo Norbert Gombos (HUN) | Mark Anthony McDermott (IRL) | Sufyaan Morat (RSA)              |
| Point Fighting (-84 kg) | Robbie Mc Menamey (IRL)     | Neri Stella (ITA)            | Raed Abdul Tuem Alah (JOR)       |
| Point Fighting (-84 kg) | Robbie Mc Menamey (IRL)     | Neri Stella (ITA)            | Daniel Colorado (MEX)            |

### Feminino
| Evento                  | Ouro                        | Prata                      | Bronze                           |
| ----------------------- | --------------------------- | -------------------------- | -------------------------------- |
| Full Contact (-56 kg)   | Tonje Sorlie (NOR)          | Thy Tuyet Mai Nguyen (VIE) | Camilla Susanna Viksten (FIN)    |
| Full Contact (-56 kg)   | Tonje Sorlie (NOR)          | Thy Tuyet Mai Nguyen (VIE) | Lamyae Sdassi (MAR)              |
| Low Kick (-52 kg)       | Anna Poskrebysheva (RUS)    | Zehra Gulgen (TUR)         | Farinaz Lari (IRI)               |
| Low Kick (-52 kg)       | Anna Poskrebysheva (RUS)    | Zehra Gulgen (TUR)         | Thi Tuyet Dung Nguyen (VIE)      |
| Point Fighting (-60 kg) | Shauna Martina Bannon (IRL) | Gloria De Bei (ITA)        | Nadia Bayett (RSA)               |
| Point Fighting (-60 kg) | Shauna Martina Bannon (IRL) | Gloria De Bei (ITA)        | Evelyn Helene Erwin Neyens (BEL) |